# TV3
TV3 byla česká televizní stanice, která vysílala v letech 2000 až 2001. Nahradila televizi Galaxie a SBS Broadcasting, avšak 18. prosince 2001 jí vypršela vysílací licence a místo ní opět začala vysílat Galaxie. TV3 bylo možné přijímat v rámci celé České republiky. V Praze, ve východních Čechách a v části severních Čech televizní stanice vysílala terestrickým signálem šířeným vzduchem.

## Pořady
Televizní stanice TV3 byla založena především na poskytování aktuálního zpravodajství. Kromě níže uvedených pořadů vysílaných v 19.00 hodin, respektive 22.00 hodin, se uskutečňovaly samostatné zpravodajské vstupy také ve 12.00, 14.00 a 17.00 hodin. Kromě vlastního zpravodajství televize vysílala také filmy, hudební a diskuzní pořady. Během krize v České televizi vysílal debatu mezi vedením a „vzbouřenými“ zaměstnanci.
Metropolitní Expres - zpravodajství z hlavního města a okolí.
Expres Dnes - všeobecné zpravodajství z domova.
Bussines Expres - ekonomické zpravodajství.
Tváří v tvář - talk-show ze světa známých osobností.
Portréty a Celebrity - aktuality ze světa známých osobností.

## Moderátoři
Hlavní zpravodajskou dvojicí byli Jitka Sluková a Martin Severa, kteří se ve zpravodajství střídali, oba s bohatými zkušenostmi z mediálního prostředí (České televize, respektive TV Nova). Nedílnou součástí expresů bylo také počasí, ve kterém se většinou střídaly české modelky.
Jitka Sluková - moderátorka Metropolitního expresu a Expresu Dnes.
Martin Severa - moderátor Metropolitního expresu a Expresu Dnes.
David Hora - moderátor Bussines Expresu.
Jan Mach - moderátor Bussines Expresu.
Alima Martinová - moderátorka Bussines Expresu.
Barbora Nesvadbová - moderátorka Tváří v tvář.
Vladimír Kroc - moderátor Portrétů a Celebrit.
Jitka Kocourová -
Moderátorka počasí